# اسکات دارلینگ
اسکات دارلینگ (انگلیسی: Scott Darling؛ ‏ ۲۸ مهٔ ۱۸۹۸ – ۲۹ اکتبر ۱۹۵۱) کارگردان و فیلم‌نامه‌نویس متولد تورنتو، کانادا بود. از جمله کارهای او می‌توان به شرلوک هولمز و سلاح سری، استادان رقص، دیوانگان رقص و چندین فیلم درجه ب دیگر اشاره کرد.
همسر دارلینگ در ۲۹ اکتبر ۱۹۵۱ درخواست جدایی کرد. پس از آن کیف دارلینگ در دریا پیدا شد و اتومبیلش در حالی که هنوز سوئیچ بر روی آن بود کنار ساحل پارک شده بود. جستجو برای یافتن جسد او چندین روز ادامه داشت.